# 克林齊
52°46′N 32°14′E / 52.767°N 32.233°E
克林齊 （羅馬化：Klintsy）是俄羅斯布良斯克州西部的一個城市。2002年人口67,325人。1707年建城，1925年建市。距離俄烏邊境47公里。

## 友好城市
- 保加利亚丘斯滕迪爾